# Stephanie Bachelor
Stephanie Bachelor (23 de mayo de 1912-22 de noviembre de 1996) fue una actriz de cine estadounidense. Durante la década de 1940, Bachelor alcanzó brevemente el estatus de protagonista en películas de reparto como Secrets of Scotland Yard de Republic Pictures. Sin embargo, la mayoría de sus apariciones fueron como papeles secundarios.

## Filmografía
| Año  | Título                     | Papel                                 | Notas                          |
| ---- | -------------------------- | ------------------------------------- | ------------------------------ |
| 1943 | Lady of Burlesque          | The Princess Nirvena                  |                                |
| 1943 | His Butler's Sister        | Dot Stanley                           |                                |
| 1944 | Her Primitive Man          | Marcia                                |                                |
| 1944 | Man from Frisco            | Ruth Warnecke                         |                                |
| 1944 | Secrets of Scotland Yard   | Sudan Ainger                          |                                |
| 1944 | The Port of 40 Thieves     | Muriel Chaney                         |                                |
| 1944 | Experiment Perilous        | Elaine                                |                                |
| 1944 | Lake Placid Serenade       | Irene Cermak                          |                                |
| 1945 | Earl Carroll Vanities      | Claire Elliott                        |                                |
| 1945 | Gangs of the Waterfront    | Jane Rodgers                          |                                |
| 1945 | Scotland Yard Investigator | Tony Collison                         |                                |
| 1946 | Crime of the Century       | Audrey Brandon                        |                                |
| 1946 | The Undercover Woman       | Marcia Conroy                         |                                |
| 1946 | Passkey to Danger          | Gwen Hughes                           |                                |
| 1946 | G.I. War Brides            | Elizabeth Wunderlich                  |                                |
| 1946 | The Magnificent Rogue      | Vera Lane                             |                                |
| 1946 | I've Always Loved You      | Pelirroja                             |                                |
| 1947 | The Ghost Goes Wild        | Irene Winters                         |                                |
| 1947 | Springtime in the Sierras  | Jean Loring                           |                                |
| 1947 | Blackmail                  | Carla                                 |                                |
| 1948 | Campus Honeymoon           | Dean Carson                           |                                |
| 1948 | King of the Gamblers       | Elsie Pringle                         |                                |
| 1948 | Sons of Adventure          | Laura Gifford                         |                                |
| 1948 | Homicide for Three         | Collette Rose - también Madam Colette | (último papel cinematográfico) |